# Nikolái Zarubáyev
Nikolái Platónovich Zarubáyev (en ruso: Никола́й Плато́нович Заруба́ев; 1843 - 10 de junio de 1912) fue un general ruso en el Ejército Imperial Ruso en Manchuria durante la guerra ruso-japonesa.

## Biografía
Zarubáyev fue educado en el Cuerpo de Cadetes Mijailovski de Vorónezh  y en la Segunda Academia Militar Constantina y fue comisionado como oficial en el Regimiento de Granaderos de la Guardia Imperial en 1868. Se graduó en la Academia del Estado Mayor General en 1870, y sirvió en numerosos puestos de estado mayor. Fue promovido a coronel en 1875. Entre 1885-1890, comandó el 133.er Regimiento de Infantería.
En 1890, Zarubáyev fue promovido a mayor general y en 1899 a teniente general y le fue dado el mando de la 9.ª División de Infantería entre 1900-1903, cuando fue hecho subcomandante del Distrito Militar Siberiano.
Al iniciarse la guerra ruso-japonesa (1904-1905), Zarubáyev fue hecho comandante del 4.º Cuerpo de Ejército Siberiano, que estaba compuesto de la Segunda y Tercera Brigadas de Reserva Siberianas. Repulsó con éxito los ataques del general japonés Yasukata Oku durante la batalla de Tashihchiao, pero se le ordenó retirarse por el General Alekséi Kuropatkin en lugar de seguir avanzando. Igualmente, en la batalla de Liaoyang, mantuvo con éxito su posición contra repetidos ataques japoneses, pero de nuevo se le negaron refuerzos por Kuropatkin y se le ordenó retirarse. En la batalla de Shaho, sus fuerzas se mantuvieron mayormente en la reserva, y fueron usadas para reforzar la línea que cubría la retirada de Kuropatkin. Durante la batalla de Mukden, las fuerzas de Zarubáyev mantuvieron sus posiciones durante diez días entre 12-22 de febrero. A partir del 23 de febrero, Zarubáyev comandó una fuerza combinada tanto del 4.º Cuerpo de Ejército Siberiano como del 1.º Cuerpo de Ejército Siberiano. No obstante, esta fuerza combinada fue cancelada el 25 de febrero, y después de que Kuropatkin fuera reemplazado por el General Nikolái Linevich, Zarubáyev fue temporalmente comandante del Primer Ejército Manchurio ruso.
Después del fin de la guerra, Zarubáyev fue visto como uno de los generales prominentes de la guerra, y fue promovido a General de Infantería Adjunto, y le fue concedida la Espada Dorada por Valentía y la Orden de San Jorge, 4.º grado.
Entre 1906-1909, sirvió como Inspector-General de la Infantería y presidió un comité con la tarea de mejorar el personal y el cuerpo de oficiales del ejército. Se convirtió en comandante del Distrito Militar de Odesa el 24 de diciembre de 1909, y murió en Kislovodsk el 12 de junio de 1912.